# Dictyna innocens
Dictyna innocens là một loài nhện trong họ Dictynidae.
Loài này thuộc chi Dictyna. Dictyna innocens được Octavius Pickard-Cambridge miêu tả năm 1872.